# Bouea macrophylla

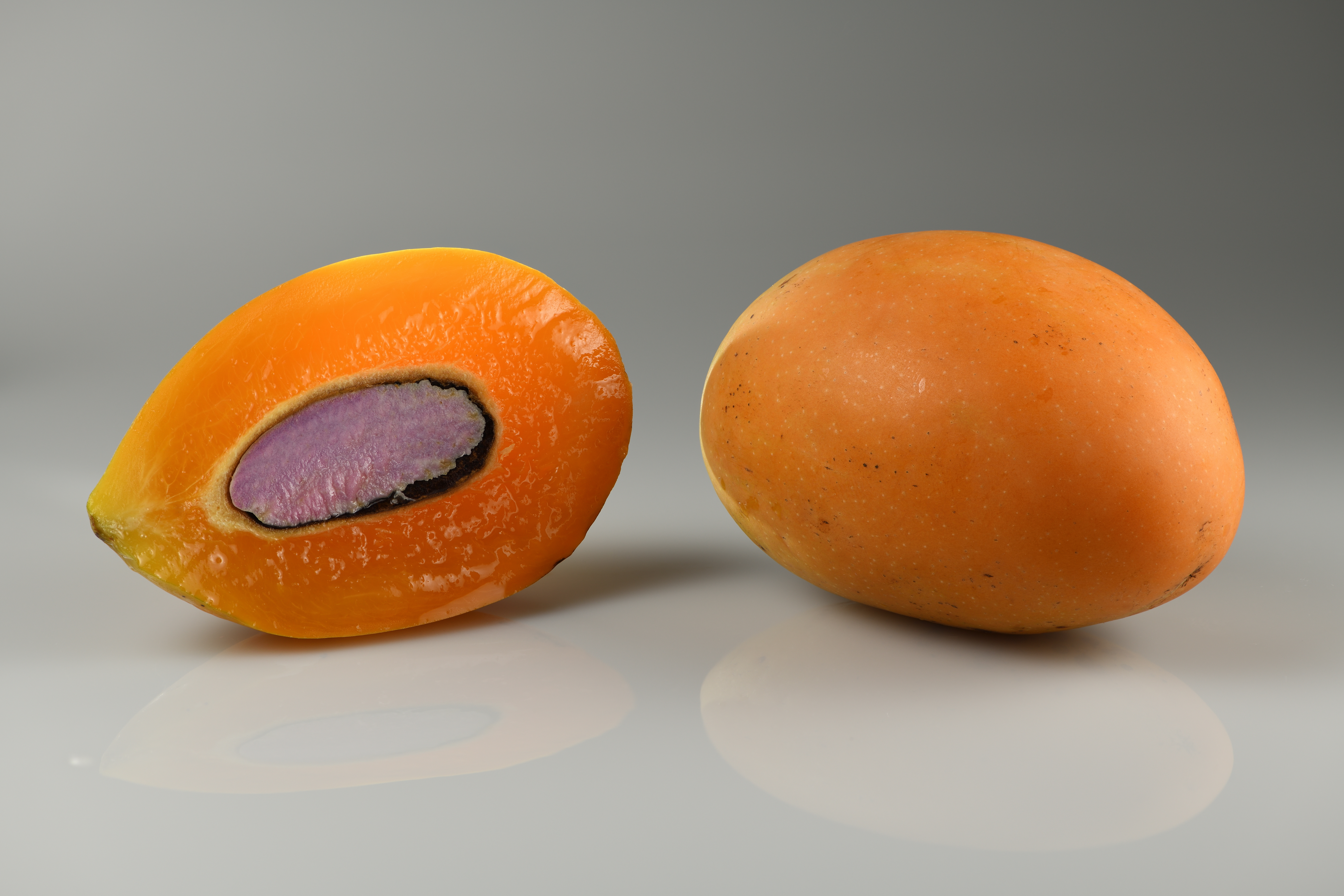

Bouea macrophylla és un fruit tropical proporcionat per un arbre natiu del sud-est d'Àsia que pertany a la família Anacardiaceae, i està relacionat amb el mango.

## Descripció
L'arbre és perennifoli i arriba a fer 25 metres d'alt. Les fulles fan de 13 a 45 cm de llarg.
El fruit, que sembla un mango quan són madurs són de clor taronja/groc. Fan de 2 a 5 cm de diàmetre. Tot el fruit, inclosa la llavor, és comestible.

## Distribució
És natiu de Malàisia, Java occidental, Myanmar i nord de Sumatra. També es troba a Tailàndia, Indonèsia, a Malàisia es cultiva comercialment.

## Usos
Es poden menjar les fulles i els fruits de l'arbre. L'endosperm de la llavor, però, és amrgant. Se'n fan plats tradicionals.